# Seizmologija
Seizmologija (grč. seismos: potres i logos: nauka) grana je geofizike koja se bavi proučavanjem zemljotresa, odnosno kretanjem elastičnih talasa kroz Zemlju i njihovih pratećih pojava. Ona posmatra i meri prirodne tektonske vibracije, proučava efekte zemljotresa, (na primer cunami talase), kao i izvore potresa, kao što su vulkanski, tektonski, okeanski, atmosferski i veštački procesi (eksplozije). Seizmologija pomaže u shvatanju tektonike Zemljine kore, strukture unutrašnjosti Zemlje i predviđanju zemljotresa.
Rezultati seizmoloških istraživanja primenjuju se u građevinarstvu (potresno inženjerstvo, inženjerska seizmologija, protivseizmička gradnja), urbanom planiranju i u istraživanjima nafte i prirodnog plina (primenjena geofizika). Stručni rad u seizmologiji uključuje beleženje potresa, njihovo lociranje i katalogiziranje, razmenu podataka s međunarodnim institucijama, makroseizmičku obradu jačih potresa (mapiranje njihovih učinaka) i slično. Naučna istraživanja obuhvaćaju proučavanje pojedinosti procesa rasedanja u žarištu (hipocentru) potresa, modelovanje rasprostiranja elastičnih talasa kroz Zemlju, te određivanje građe njene unutrašnjosti, proučavanje delovanja potresnih talasa na građevine, te procenu seizmičkih sila koje će na objekt delovati u budućnosti (potresna ugroženost i opasnost). Većina spoznaja o građi Zemlje otkrivena je upravo seizmološkim postupcima. Naučno polje takođe uključuje studije učinaka potresa, poput cunamija kao i raznih seizmičnih izvora poput vulkanskih, tektonskih, okeanskih, atmosferskih i veštačkih procesa (poput eksplozija). Srodno polje koje koristi geologiju, da izvodi zaključke na temelju informacija koje se tiču pređašnjih potresa je paleoseizmologija. Beleženje zemljinog kretanja kao funkciju vremena se zove seizmogram.

## Istorija
Seizmologija je relativno mlada nauka, koja se vrlo brzo razvijala tek od početka 20. veka. Reč seizmologija prvi je sredinom 19. veka upotrijebio irski naučnik Robert Malet (1810. – 1881), a prvi upotrebljivi seizmografi konstruisani su nešto kasnije u Italiji, Japanu i Nemačkoj (seizmometrija). Razvoj teorije rasprostiranja elastičnih talasa prethodio je razvoju mernih instrumenata, pa su glavne vrste potresnih talasa na seizmogramima utvrđene mnogo godina nakon što je njihovo postojanje teorijski predviđeno. Godine 1828. prvi je put uzeta u obzir jačina (intenzitet) potresa za označavanje šteta na građevinama. U seizmološkoj su se praksi do danas održale različite makroseizmičke lestvice, koje svrstavaju opažene učinke potresa na gređevine, ljude, životinje, predmete i okolinu u određeni broj stupnjeva, te tako određuju jačinu potresa na tom mestu.
Potkraj 19. veka bila su osnovana prva nacionalna seizmološka društva i takozvana poverenstva (1878. u Švajcarskoj, 1880. u Japanu), a 1905. bila je osnovana Međunarodna udruga za seizmologiju, koja je 1951. prerasla u današnje Međunarodno udruženje za seizmologiju i fiziku unutrašnjosti Zemlje. U svetu je 1920-ih radilo oko 150 seizmoloških postaja, te je bio osnovan Međunarodni seizmološki centar, koji i danas prikuplja podatke sa seizmoloških opservatorija širom sveta. U evropsko-mediteranskoj zoni od 1975. deluje regionalna seizmološka organizacija. U 1950-ima u svetu je delovalo oko 700 seizmoloških postaja. Danas ima više od 8 500 međunarodno registrovanih postaja.
Nagli razvoj računara u drugoj polovini 20. veka omogućio je rešavanje složenih numeričkih problema povezanih s teorijom širenja i modelovanja elastičnih talasa u heterogenom i anizotropnom sredstvu, ali i znatan napredak u razvoju seizmografa, koji se danas temelje isključivo na digitalnom prikupljanju podataka. Seizmologija razmatra pojave koje se mere u izuzetno velikim rasponima; najmanji pomaci tla koji se mere reda su veličine 10−8 metara, dok pomaci kod velikih potresa prelaze desetak metara, a period im je od hiljaditog dela sekunde približno do 1 sat. Tipični seizmografi danas prikupljaju između 60 i 600 podataka svake sekunde u neprekinutom radu, pa godišnje svaka postaja prikupi prosečno oko 12 Gb podataka.

## Potres
Potres je iznenadna i kratkotrajna vibracija tla uzrokovana urušavanjem stena (urušni potres), magmatskom aktivnošću (vulkanski potres) ili tektonskim poremećajima (tektonski potres) u litosferi i delom u Zemljinom plaštu. Proučavanjem potresa bavi se seizmologija, grana geofizike. Mesto nastanka potresa u dubini Zemlje naziva se žarište (fokus) ili hipocentar potresa. Ono može biti neposredno ispod površine pa sve do dubine od 750 kilometara (potres s dubljim žarištem do sada nije zabeležen). Ako je hipocentar u dubini do 70 kilometara, potres je plitak, srednje duboki hipocentar nalazi se između 70 i 300 kilometara, a duboki hipocentar na više od 300 kilometara ispod Zemljine površine. Potresne vibracije šire se od hipocentra na sve strane progresivnim elastičnim potresnim talasima. Najbrži su longitudinalni talasi (lat. undae primae ili P-talasi), koji osciluju u smeru širenja, stežući i rastežući materijal kroz koji prolaze. Transverzalni talasi (lat. undae secundae ili S-talasi) vibriraju okomito na smer širenja, 1,7 puta su sporiji od P-talasa, a šire se samo kroz čvrste stene. Dugi talasi (lat. undae longae ili L-talasi) najsporiji su, čine ih kružna i vodoravna komponenta, a delovanje im je slabo. Potres je najjači u epicentru (mesto na površini Zemlje neposredno iznad hipocentra) i u njegovoj najbližoj okolini (epicentralno područje). Kriva zavisnosti trajanja putovanja potresnog talasa do pojedinog mesta u epicentralnoj udaljenosti naziva se hodokrona.
Snaga potresnog udarca zavisi od dubine hipocentra, udaljenosti epicentra, svojstvima tla (u čvrstim stenama potres je slabiji nego u nevezanom tlu), prisutnosti podzemne vode, čvrstoći građevina i drugom. Jačina potresa (mera za potres prema oceni učinka potresa na ljude, građevine i prirodu) određuje se pomoću iskustvenih makroseizmičkih lestvica koje vrede samo za određena područja. Prvu takvu lestvicu izradio je Đakomo Gastaldi 1564. godine. Od tada je izrađen niz lestvica za određivanje i upoređivanje jačine potresa: lestvica P. B. Egena od 6 stupnjeva (1828), Mišela Stefana de Rosija i Fransoe Alfonsa Forela od 10 stupnjeva (1883), F. Omorija od 7 stupnjeva (1900) i druge. Godine 1917. Međunarodno seizmološko udruženje predložilo je za opštu uporabu Merkali-Kankani-Sibergove (MCS) lestvice od 12 stupnjeva (Merkalijeva skala). Na njoj se temelji i Medvedev-Sponheuer-Karnikova (MSK) lestvica iz 1964. godine, takođe od 12 stupnjeva. Linije koje odeljuju područja jednake jačine potresa nazivaju se izoseiste. U instrumentalnoj seizmologiji jačina potresa određuje se na osnovi magnitude (M), veličine koja se izračunava na temelju zapisa seizmografa. Lestvicu magnituda odredio je C. F. Rihter 1935. godine, pa se ona naziva njegovim imenom. Magnituda M potresa veličina je srazmerna energiji E potresnih talasa (izraženoj u džulima) oslobođenih u žarištu potresa i jednaka je u svim seizmološkim postajama koje beleže dotični potres. Ona direktno zavisi od energije E oslobođene u žarištu potresa, prema relaciji:
{\displaystyle \log E=4,8+1,5\cdot M}
odnosno:
{\displaystyle M={\frac {2}{3}}\cdot (\log E-4,8)}
i omogućuje relativno precizno daljinsko ocenjivanje učinka potresa, jer je za mnoga područja na Zemlji utvrđen odnos između iznosa magnitude i potresnih razaranja, odnosno MCS-lestvice.
Na Zemlji se godišnje zabeleži više od milion podrhtavanja tla, to jest potresa uglavnom neuočljivih za ljudska čula. Samo 20 do 30 potresa godišnje uzrokuje ljudske žrtve, ponekad i stotine hiljada mrtvih. Gotovo 95% potresa javlja se u dva uska pojasa: cirkumpacifičkom i mediteransko-transazijskome. Prvi se proteže obodom Tihog okeana (takozvani Pacifički vatreni krug), a drugi od Azora preko Sredozemnoga mora, Male Azije, Kavkaza, Armenskoga gorja, Pamira i Himalaje do Indonezije.

## Literatura
- Allaby, Ailsa; Allaby, Michael, ур. (2003). Oxford Dictionary of Earth Sciences (Second изд.). Oxford University Press.
- Ben-Menahem, Ari (1995). „A Concise History of Mainstream Seismology: Origins, Legacy, and Perspectives” (PDF). Bulletin of the Seismological Society of America. 85 (4): 1202—1225. Архивирано из оригинала (PDF) 04. 03. 2016. г. Приступљено 04. 12. 2019.
- Bath, M. (1979). Introduction to Seismology (Second, Revised изд.). Basel: Birkhäuser Basel. ISBN 9783034852838.
- Davison, Charles (2014). The founders of seismology. ISBN 9781107691490.
- Ewing, W. M.; Jardetzky, W. S.; Press, F. (1957). Elastic Waves in Layered Media. McGraw-Hill Book Company.
- Gubbins, David (1990). Seismology and Plate Tectonics. Cambridge University Press. ISBN 978-0-521-37141-4.
- Hall, Stephen S. (2011). „Scientists on trial: At fault?”. Nature. 477 (7364): 264—269. Bibcode:2011Natur.477..264H. PMID 21921895. doi:10.1038/477264a.
- Kanamori, Hiroo (2003). Earthquake prediction: An overview (PDF). International Handbook of Earthquake and Engineering Seismology. 81B. International Association of Seismology & Physics of the Earth's Interior. стр. 1205—1216. Архивирано из оригинала (PDF) 24. 10. 2013. г.
- Lay, Thorne, ур. (2009). Seismological Grand Challenges in Understanding Earth's Dynamic Systems (PDF). Report to the National Science Foundation, IRIS consortium.
- Schulte, Peter; Alegret, Laia; Arenillas, Ignacio; José A. Arz; Penny J. Barton; Paul R. Bown; Timothy J. Bralower; Gail L. Christeson; Claeys, Philippe; Charles S. Cockell; Gareth S. Collins; Alexander Deutsch; Tamara J. Goldin; Kazuhisa Goto; José M. Grajales-Nishimura; Richard A. F. Grieve; Sean P. S. Gulick; Kirk R. Johnson; Wolfgang Kiessling; Christian Koeberl; David A. Kring; Kenneth G. MacLeod; Takafumi Matsui; Jay Melosh; Alessandro Montanari; Joanna V. Morgan; Clive R. Neal; Douglas J. Nichols; Richard D. Norris; Elisabetta Pierazzo; Greg Ravizza; Mario Rebolledo-Vieyra; Wolf Uwe Reimold; Eric Robin; Tobias Salge; Robert P. Speijer; Arthur R. Sweet; Jaime Urrutia-Fucugauchi; Vivi Vajda; Michael T. Whalen; Pi S. Willumsen (5. 3. 2010). „The Chicxulub Asteroid Impact and Mass Extinction at the Cretaceous-Paleogene Boundary”. Science. 327 (5970): 1214—1218. Bibcode:2010Sci...327.1214S. ISSN 1095-9203. PMID 20203042. doi:10.1126/science.1177265. Приступљено 5. 3. 2010.
- Shearer, Peter M. (2009). Introduction to Seismology (Second изд.). Cambridge University Press. ISBN 978-0-521-70842-5.
- Stein, Seth; Wysession, Michael (2002). An Introduction to Seismology, Earthquakes and Earth Structure. Wiley-Blackwell. ISBN 978-0-86542-078-6.
- Wen, Lianxing; Helmberger, Donald V. (1998). „Ultra-Low Velocity Zones Near the Core-Mantle Boundary from Broadband PKP Precursors” (PDF). Science. 279 (5357): 1701—1703. Bibcode:1998Sci...279.1701W. doi:10.1126/science.279.5357.1701. Архивирано из оригинала (PDF) 20. 07. 2011. г. Приступљено 04. 12. 2019.
- Jeffreys, Harold (1. 6. 1926). „On the Amplitudes of Bodily Seismic Waues.”. Geophysical Journal International (на језику: енглески). 1: 334—348. Bibcode:1926GeoJ....1..334J. ISSN 1365-246X. doi:10.1111/j.1365-246X.1926.tb05381.x.